# Sandy Espeseth
Sandy Espeseth, née le 28 mars 1963 est une coureuse cycliste professionnelle canadienne.

## Palmarès sur route
- 1999
  - GP Les Forges
  - 2e du Tour d'Okinawa
  - 3e du championnat du Canada sur route
- 2000
  -  Médaillée d'or du contre-la-montre des championnats panaméricains
  -  Médaillée d'argent de la course en ligne des championnats panaméricains
- 2001
  -  Championne du Canada sur route
- 2001
  - 3e étape de Tour de Willamette
  - 6e étape de Cascade Classic
  - 2e du championnat du Canada sur route
  - 3e du Tour de Willamette
- 2002
  - 5e étape de Cascade Classic
  - 3e du championnat du Canada sur route